# Грюнберг, Луис
Луис Теодор Грюнберг (англ. Gruenberg Louis Theodore; 3 августа 1884, Брест-Литовск — 9 июня 1964, Беверли-Хиллз) — американский композитор и пианист. Член Национального института искусств и литературы (с 1947).

## Биография
Родился в семье скрипача Абрама Гринберга и Клары Канторович. В возрасте двух лет эмигрировал вместе с родителями в США. С восьми лет учился игре на фортепиано в Национальной консерватории Америки у Адели Маргулис. В 1904—1908 гг. совершенствовался в Берлине у Фридриха Эрнста Коха (композиция) и Ферруччо Бузони (фортепиано), в 1912 г. дебютировал в концерте со своим наставником Бузони в качестве дирижёра. Затем занимался также в Венской консерватории (1912—1917). Уже перед Первой мировой войной выступал как пианист, сольно и в ансамбле. По возвращении в США в 1919 году написал симфоническую поэту «Холм снов» (англ. The Hill of Dreams), замеченную профессиональным сообществом и позволившую ему обратиться в большей степени к композиторской работе. В 1923 г. был одним из организаторов американской Лиги композиторов. В сочинениях 1920-х гг. опирался на американский музыкальный фольклор, в том числе негритянский, использовал джазовый материал в таких пьесах, как «Джаз Дэниела» (англ. The Daniel Jazz; 1925) для тенора и 8 инструментов. В 1933 г. в Метрополитен-опера была поставлена вызвавшая значительный резонанс опера Грюнберга «Император Джонс» (англ. The Emperor Jones, по пьесе Юджина О’Нила), за которую ему была присуждена Мемориальная медаль Биспема.

## Сочинения

### Оперы
- Брокенская ведьма (The witch of Brocken, соч. 1931, Бостон);
- Джек и бобовый стебелёк (Jack and the beanstalk, 1931, Нью-Йорк);
- Император Джонс (по Ю. О’Нилу, 1933, Нью-Йорк).

### Для оркестра
- 5 симфоний (1919-48; 2-я ред. всех — 1964)
- Танцевальная рапсодия (1958)
- Вариации на пасторальную тему (1960)

### Концерты
- для фортепиано (1914; 1938, 2-я ред. 1963)
- для скрипки (1944)

### Камерные сочинения
- джазетты для скрипки с фортепиано (1926)
- струнные квартеты
- 2 фортепианных квинтета

### Музыка к кинофильмам
- Зыбучий песок, 1950
- Вся королевская рать, 1949
- Smart Woman, 1948
- Триумфальная арка, 1948
- The Gangster, 1947
- Counter-Attack, 1945
- An American Romance, 1944
- The Nazi-Strike Documentary Short, 1943
- Commandos Strike at Dawn, 1942
- So Ends Our Night, 1941
- The Fight for Life, 1940